# Rusycyzm
Rusycyzmy (rzadko: rusyzm) – zapożyczenia rosyjskie, wyrazy, ich znaczenia i formy, związki wyrazowe i konstrukcje językowe przejęte z języka rosyjskiego lub wzorowane na jego modelach.

## Przykłady rusycyzmów w języku polskim

### słowne zapożyczenia bezpośrednie
- agitka
- barachło
- bardak
- bladź
- bolszy
- bradiaga
- bukwa
- bumaga (bumażka)
- chałtura / chałturszczyk
- chandra
- chozrasczot
- dawaj!
- durak
- gensek
- gieroj
- gilza
- gimnastiorka
- gruzowik
- italianiec
- kitajec
- kniga
- kołchoz
- kontrol
- łagier
- moriaczka
- naczalstwo
- napitki
- naturszczyk
- pagon
- pieredyszka
- pieriepałki
- pierepiska
- politruk
- politbiuro
- prawilno
- priwyczki
- prowierka
- rebiata
- sobaka / obsobaczyć
- sowieci / sowiecki
- swołocz
- urawniłowka
- ustrojstwo
- wierchuszka
- wintowka
- zagwozdka
- zajawka
- zakawyczka
- zsyłka
- ichni
- nachalny
- namolny
- ujutny
- krugom
- nikak
- padrobno
- chwatit
- krugom durak
- po połam
- skolko ugodno
- toczka w toczkę
- w drebiezgi
- wsjo rawno
- katać się
- kolebać się (jako wahać się)
- nadojeść, nadojadać
- naplewać
- podpadać (komuś)
- strusić
- wygruzić
- zaputać się

### zapożyczenia zniekształcone
Utrwalone w polszczyźnie w zmienionym sensie:
- bałagan (ros. szopa, buda jarmarczna lub widowiskowa i występ jarmarczny; dziś śmieszność, wygłup[2]) – jako rozgardiasz, nieład, nieporządek
- chałtura (ros. niedbała, uboczna praca zarobkowa, także jej produkt: tandeta, partanina, lichota[3]) – jako uboczna, niedbała praca przygodnie wykonywana wyłącznie dla zarobku
- fufajka (ros. ciepła koszula lub bezrękawnik, sweter; waciak[4]) – jako waciak
- hadziaj  lub haziaj[5] (хозяин – gospodarz) – przybysz z ludności napływowej na Śląsk z dawnych Kresów po 1945 r.
- kazionny (ros. казённый – państwowy, urzędowy, formalny) – jako wspólny, powszechnie dostępny, masowy
- pacan (ros. mały chłopiec, osoba niskiego wzrostu) – jako głupek, niepojętny
- raspiska (ros. pokwitowanie) – jako spis czegoś, rozkład, harmonogram
- żesty (ros. жесть – blacha) – jako wszelkie wyroby blaszane (wiadra, miski)
- żul / żulik (ros. жулик – złodziejaszek) – jako łobuz, chuligan; w nowszym znaczeniu również jako pijak[6]

### kalki leksykalne
- automat (ros. автомат) zamiast pistolet maszynowy, peem
- czajka (ros. чайка) zamiast mewa (ros. czajka – чибис)
- i tak (ros. итак) zamiast więc, zatem
- jak raz (ros. как раз) zamiast właśnie, akurat
- koniec końców (ros. в конце концов) zamiast wreszcie, ostatecznie
- kulomiot (ros. пулемёт) zamiast karabin maszynowy, kaem
- łódź podwodna (ros. подводная лодка) zamiast okręt podwodny (por. kuter torpedowy)
- na obrót (ros. на оборот) zamiast odwrotnie
- obuczać (ros. обучать) zamiast nauczać, zaznajamiać
- odstawać od (ros. отставать) zamiast opóźniać się, pozostawać za
- podpadać pod (ros. подпадать под) zamiast należeć do, zaliczać się do
- pod rząd (ros. подряд) zamiast po kolei, kolejno, z rzędu
- pogranicznik (ros. пограничник) w znaczeniu żołnierz straży granicznej
- póki co (ros. пока что) zamiast na razie, tymczasem
- przygodzić się (ros. пригодиться) zamiast przydać/nadać się
- przykaraulić (ros. прикараулить) zamiast aresztować, zatrzymać
- przykładowo (ros. примерно) zamiast na przykład
- taszczyć/taskać (ros. тащить/таскать) zamiast ciągnąć/ciągać
- rozkułaczyć (ros. раскулачить) zamiast rozparcelować
- rozpracować (ros. разработать) zamiast opracować, obrobić
- rozwarstwienie (ros. расслоение) zamiast podział, rozdzielenie klas/warstw
- uczony (ros. учёный) zamiast naukowiec
- wiodący (ros. ведущий) zamiast przodujący, czołowy, przewodni
- wypiska (ros. выписка) zamiast wypis, wyciąg

### kalki frazeologiczne
- doścignąć celu zamiast osiągnąć cel
- na dniach zamiast w tych (najbliższych) dniach, niedawno/niedługo
- na dzień dzisiejszy zamiast dziś/dzisiaj
- na marszu zamiast w marszu, podczas marszu
- na siłę zamiast przemocą, siłą
- nie mieć ceny zamiast być bezcennym, mieć wielką wartość
- odstawać od reszty zamiast pozostawać w tyle
- okazać pomoc zamiast udzielić pomocy
- po czemu zamiast za ile
- po mojemu zamiast według mnie
- podpaść (komuś) zamiast narazić się
- podpadać pod zamiast zaliczać się do, (przy)należeć do
- pójść w odstawkę zamiast otrzymać dymisję
- pójść w sołdaty zamiast pójść/iść do wojska
- rozumieć pod pojęciem zamiast rozumieć przez pojęcie[7]
- przedstawiać sobą zamiast reprezentować
- statek wojenno-morski zamiast okręt (ros. военнo-морскоe суднo / wojenno-morskoje sudno)
- tym niemniej zamiast mimo to, jednak(że)
- walić durnia zamiast udawać głupka
- wlec się w ogonie zamiast pozostawać na końcu
- wstawać ze wschodem zamiast wstawać o wschodzie (słońca)
- w trymiga zamiast raz-dwa
- w tym dzieło zamiast o to chodzi
- wziąć się za coś zamiast zabrać się do czegoś
- zadziałać zamiast wykonać, zrobić
- zdjąć ze stanowiska zamiast usunąć, odwołać ze stanowiska
- z wielkiej litery zamiast wielką literą, od wielkiej litery

### rusycyzmy składniowe
- prace na budynku, mieć na magazynie, robić na hali; także cena na coś zamiast cena czegoś, poza tym na przedpokoju, na warsztatach, na zakładzie/fabryce, i wszystkie połączenia z „na”, które w polskim mogą mieć inne znaczenie niż w zamyśle – np. polskie wyrażenie prace na budynku pierwotnie oznaczało wyłącznie prace na dachu budynku, a nie prowadzone w środku
- dodawanie określnika (określenia miejsca) przy geograficznych nazwach własnych: np. wyspa Cypr, rzeka Wisła, miasto Łódź
- w deklinacji rzeczowników rodzaju męskiego (głównie męskoosobowych i męskozwierzęcych) stosowanie w celowniku końcówki -u  (temu Jasiu, misiu, dyrektoru, smartfonu)
- nieodmienianie nazwisk męskich na -o, np. dla Orzeszko, bez Ziobro, o Niezełło.